# إيخابود
إيخابود (بالعبرية: אִיכָבוֹד‏) ، ikhabod، أين المجد؟) هو شخصية توراتية مذكورة في سفر صموئيل الأول على أنه ابن فينحاس، الكاهن الخبيث في معبد شيلوه، الذي ولد في اليوم الذي استولى فيه الفلستيون على تابوت العهد. وماتت والدته وهي تلده بسبب صدمة سماعها أن زوجها وعالي قد توفيا وأن تابوت العهد قد فُقد. وهو أخو أخيطوب الذي أصبح الكاهن الأعظم بعد وفاة عالي.
في سفر صموئيل الأول قال أن اسمه يعني أن المجد قد زال من إسرائيل، بسبب فقدان التابوت،
في حين أن إيخابود بالكاد مذكور في الكتاب المقدس العبري، ولكن أخيطوب يشار إليه في مكان آخر من السفر باسم شقيق إيخابود، بدلاً من كونه ابن فينحاس، مما دفع علماء النص إلى الشك في أن إيخابود كان يعتبر شخصًا مهمًا في أيام صموئيل.